# 29 февраля
29 февраля — 60-й день високосного года по григорианскому календарю. До конца года остаётся 306 дней.
Единственный день, отсутствующий в невисокосном году, в основном бывает раз в четыре года (кроме периодов 1697—1703, 1797—1803, 1897—1903 годов, так как 1700, 1800 и 1900 годы были невисокосными).

## Праздники и памятные дни

### Религиозные
Католицизм
 — Память Освальда Вустерского.
Православие (в невисокосные годы празднование памяти святых этого дня переходит на 1 марта)
 — Память Памфила Кесарийского вместе с мучениками Валентом диаконом, Павлом, Порфирием, Селевкием, Феодулом, Иулианом, Самуилом, Илией, Даниилом, Иеремией, Исаией, пострадавшими ок. 307 — 309 годов;
 — память Святителя Макария митр. Московского и Коломенского (ум. 1926);
 — память Мчч. Персидских в Мартирополе (IV);
 — память Прп. Маруфы, еп. Месопотамского (422).

### Именины
- Католические: Освальд.
- Православные: Иван, Касьян.

## События

### До XIX века
- 1288 — Шотландия объявляет этот день возможностью женщины предложить брак мужчине[2]. Условия следующие: необходимо, чтобы «всякая дама, которая идёт свататься, надевала нижнюю сорочку из багряной фланели и чтобы кромка её была хорошо видна, иначе мужчине придётся заплатить за неё штраф». Штраф составлял 1 фунт. От него освобождали только в том случае, если мужчина мог доказать, что уже обручён с другой.
- 1504 — Христофор Колумб использует лунное затмение для запугивания враждебных ямайских индейцев[3].
- 1644 — началось второе тихоокеанское путешествие Абеля Тасмана.
- 1696 — Пётр I прибыл в Воронеж, чтобы лично руководить постройкой первых кораблей для похода на Азов, на верфь, ставшую родиной русского флота.
- 1704 — Война королевы Анны: французские войска и коренные американцы совершили рейд на деревню Дирфилд, в результате которого было убито 56 жителей деревни и более 100 человек попало в плен.
- 1712 — в шведском календаре после 29 февраля последовало 30 февраля.
- 1720 — шведская королева Ульрика Элеонора отреклась от престола в пользу своего мужа — ландграфа Фридриха Гессен-Кассельского.

### XIX век
- 1880 — закончено строительство железнодорожного тоннеля Готард через Альпы, соединяющего Италию со Швейцарией.
- 1888 — американский инженер Герман Холлерит изобрёл табулятор, первую электрическую счётную машину.

### XX век
- 1936 — Нильс Бор предложил теорию составного ядра атома.
- 1952 — фигурист Дик Баттон пятый раз стал чемпионом мира.
- 1960 — землетрясение полностью разрушает Агадир (Марокко). За 15 секунд погибли 15 тысяч человек: третья часть населения города.
- 1968 — авиакатастрофа под Братском. Причины точно не установлены, погибли 83 человека.
- 1976 — с японского космодрома Танэгасима запущен научно-исследовательский спутник «Ume»[4].
- 1996 — катастрофа Boeing 737 под Арекипой (Перу). Погибли 123 человека — крупнейшая авиационная катастрофа в истории Перу.
- 2000 — в Чечне на высоте 776 начался бой, в ходе которого 90 псковских десантников сдерживали около 2000 боевиков. Из 90 человек выжили только 6.

### XXI век
- 2004 — после свержения Жан-Бертрана Аристида к присяге в качестве временного президента Гаити приведён Бонифас Александр, главный судья Верховного суда Гаити.
- 2020 — Дохийское соглашение между США и Талибаном

## Родились

### До XVIII века
- 1468 — Павел III (в миру Алессандро Фарнезе; ум. 1549), 220-й папа римский (1534—1549).
- 1528 — Альбрехт V Великодушный (ум. 1579), герцог Баварии (с 1550), коллекционер и меценат.
- 1572 — Эдуард Сесил, 1-й виконт Уимблдон (ум. 1638).

### XVIII век
- 1724 — Ева Мария Вигель (ум. 1822), танцовщица и актриса.
- 1736 — Анна Ли (ум. 1784), британский и американский религиозный деятель, основатель организации шейкеров.
- 1784 — Лео фон Кленце (ум. 1864), немецкий архитектор, художник и писатель, основатель неогреческого стиля.
- 1788 — Степан Жихарев (ум. 1860), русский писатель и драматург-переводчик, автор дневников, сенатор.
- 1792 — Джоаккино Россини (ум. 1868), знаменитый итальянский композитор, автор оперы «Севильский цирюльник».

### XIX век
- 1840 — Джон Филип Холланд (ум. 1914), американский инженер, создатель современной конструкции подводной лодки.
- 1860 — Герман Холлерит (ум. 1929), американский инженер и изобретатель, создатель первой электрической счётной машины — табулятора Холлерита, один из основателей IBM — крупнейшей транснациональной корпорации по производству компьютеров и периферии.
- 1864 — Йозеф Сватоплук Махар (ум. 1942), чешский поэт, писатель, публицист, политик.
- 1892 — Аугуста Сэвидж (ум. 1962), афроамериканская скульпторша, участвовавшая в культурном движении Гарлемский ренессанс. Призывала к равным правам афроамериканцев в искусстве.
- 1896
  - Морарджи Десаи (ум. 1995), четвёртый премьер-министр Индии (1977—1979).
  - Уильям Уэллман (ум. 1975), американский кинорежиссёр.

### XX век
- 1904 — Джимми Дорси (ум. 1957), американский джазовый саксофонист и кларнетист, знаменитый бэнд-лидер эры свинга.
- 1908
  - Бальтюс (ум. 2001), французский художник, младший брат Пьера Клоссовски.
  - Ди Браун (ум. 2002), американский романист и историк.
- 1916
  - Дина Шор (ум. 1994), американская актриса и певица.
  - Джеймс Донован (ум. 1970), американский адвокат, офицер военно-морских сил США и политический переговорщик.
- 1920
  - Фёдор Абрамов (ум. 1983), советский писатель, литературовед, публицист, представитель т. н. «деревенской прозы».
  - Иван Петров (наст. фамилия Краузе; ум. 2003), советский оперный певец (бас), народный артист СССР.
  - Илья Нусинов (ум. 1970), советский драматург и киносценарист.
  - Мишель Морган (ум. 2016), французская киноактриса.
- 1924
  - Владимир Крючков (ум. 2007), генерал армии, председатель КГБ СССР (1988—1991), член ГКЧП.
  - Маргарита Агашина (ум. 1999), советская и российская поэтесса, автор текстов известных песен.
  - Дэвид Битти (ум. 2001), новозеландский судья и государственный деятель, генерал-губернатор Новой Зеландии (1980—1985).
  - Карлос Умберто Ромеро Мена (ум. 2017), сальвадорский политический и военный деятель, президент Сальвадора в 1977—1979 годах.
- 1928
  - Иван Богдан (ум. 2020), украинский советский борец классического стиля, олимпийский чемпион в тяжёлом весе (1960).
  - Сеймур Пейперт (ум. 2016) американский математик, программист, психолог и педагог.
  - Джосс Экленд (ум. 2023) — английский актёр.
- 1932
  - Юрий Богатиков (ум. 2002), эстрадный певец (баритон), народный артист СССР (1985) и Украины.
  - Мастен Грегори (ум. 1985), американский автогонщик.
- 1936
  - Алексей Мамыкин (ум. 2011), футболист, игрок сборной СССР, заслуженный тренер.
  - Джек Роберт Лаусма, американский астронавт.
  - Анри Ришар (ум. 2020), канадский хоккеист, всю карьеру игравший в «Монреаль Канадиенс», рекордсмен по победам в Кубке Стэнли (11).
- 1940
  - Варфоломей I, патриарх Константинопольский.
  - Алина Покровская, актриса театра и кино, народная артистка РСФСР.
  - Йожеф Сабо, украинский футболист, тренер, игрок сборной СССР.
- 1944
  - Джефф Николлс (ум. 2017), британский музыкант, клавишник хэви-метал-группы Black Sabbath
  - Деннис Фарина (ум. 2013), американский актёр.
- 1948
  - Ирина Купченко, актриса театра и кино, народная артистка РСФСР.
  - Патриция Маккиллип (ум. 2022), американская писательница.
  - Мартин Сутер, швейцарский писатель, драматург, журналист и сценарист.
- 1952
  - Раиса Сметанина, советская лыжница, многократная чемпионка мира и Олимпийских игр.
  - Тим Пауэрс, американский писатель.
- 1956 — Александр Рогов (ум. 2004), советский и российский спортсмен, олимпийский чемпион по гребле на байдарках и каноэ (1970), заслуженный тренер СССР.
- 1964 — Владимир Комаров, украинский комик, музыкант, бывший участник группы «Маски».
- 1968 — Пит Фенсон, американский кёрлингист, призёр Олимпийских игр (2006)
- 1972
  - Дейв Уильямс (ум. 2002), американский певец, бывший вокалист группы Drowning Pool.
  - Педро Санчес, испанский экономист и политик.
  - Антонио Сабато, американский актёр и фотомодель.
- 1976 — Каталин Ковач, венгерская спортсменка, трёхкратная олимпийская чемпионка по гребле на байдарках
- 1980 — Симон Ганье, канадский хоккеист, олимпийский чемпион (2002), обладатель Кубка Стэнли (2012)
- 1984 
  - Каллен Джонс, американский пловец, двукратный олимпийский чемпион.
  - Марк Фостер, американский певец.
- 1988 — Бенедикт Хёведес, немецкий футболист, чемпион мира 2014 года.
- 1992 — Джессика Лонг (урожд. Татьяна Кириллова), американская паралимпийская пловчиха.
- 2000 — Ферран Торрес, испанский футболист.

### XXI век
- 2004 :
  - Лидия Джейкоби, американская пловчиха, олимпийская чемпионка (2020)
  - Абдукодир Хусанов, узбекистанский футболист, участник мужского футбольного турнира Олимпийских игр-2024

## Скончались

### До XIX века
- 992 — святой Освальд, архиепископ Йоркский.
- 1528 — Патрик Гамильтон (р. 1504), шотландский протестантский мученик.
- 1732 — Андре-Шарль Буль (р. 1642), французский художник, гравёр, мастер-мебельщик.

### XIX век
- 1808 — Карлос Багер (р. 1768), каталонский композитор и органист.
- 1848 — Луи-Франсуа Лежён (р. 1775), французский живописец и генерал, участник Наполеоновских войн, мэр Тулузы.
- 1852 — Джон Ландсир (р. 1769), английский живописец, печатник и гравёр; умер в Лондоне, был связан с Королевской Академией как гравёр почти 50 лет.
- 1868 — Людвиг I (р. 1786), король Баварии (1825—1848).
- 1892 — Евграф Сорокин (р. 1821), русский художник и педагог.

### XX век
- 1940
  - Василий Адикаевский (р. 1878), русский поэт-сатирик и журналист.
  - Эдвард Фредерик Бенсон (р. 1867), английский писатель-фантаст.
- 1944 — Пер Эвинд Свинхувуд (р. 1861), президент Финляндии (1931—1937).
- 1960 — Уолтер Юст (р. 1894), американский журналист, шеф-редактор изданий «Британской энциклопедии».
- 1972 — Алексей Жильцов (р. 1895), актёр МХАТа и кино, театральный режиссёр, народный артист СССР.
- 1976 — Фёдор Вершинин (р. 1905), советский офицер-подводник, Герой Советского Союза.
- 2000 — Никита Моисеев (р. 1917), советский и российский учёный-механик и математик, академик АН СССР (впоследствии академик РАН).

### XXI век
- 2004 — Витольд Рудзиньский[пол.] (р. 1913), польский композитор, музыковед, музыкально-общественный деятель.
- 2008
  - Джанет Каган (р. 1946), американская писательница-фантаст.
  - Виталий Федорчук (р. 1918), председатель КГБ СССР (1982), министр внутренних дел СССР (1982—1986), генерал армии.
- 2024
  - Брайан Малруни (р. 1939), канадский политик и адвокат, премьер-министр Канады (1984 — 1993).
  - Али Хасан Мвиньи (р. 1925), танзанийский политический и государственный деятель, президент Танзании в (1985—1995).
  - Паоло Тавиани (р. 1931), итальянский кинорежиссёр, лауреат «Золотой пальмовой ветви» (совместно с братом Витторио).

## Факты
- В 46 году до нашей эры Гай Юлий Цезарь захотел уточнить продолжительность календарного года. Астрономы выяснили: год длится 365 суток и 6 часов. Эти 6 часов обычно не считаются, поэтому ежегодно остаётся лишних четверть суток. С течением времени это привело бы к значительному сбою системы календаря. Во избежание этого греческий астроном Созиген предложил считать каждые первые три года простыми, продолжительностью в 365 суток, а к февралю каждого четвёртого года прибавлять накопившуюся разницу в одни сутки: тогда февраль будет составлять 29 дней, а год — 366 дней. И такой год называть «високосом» (или високосным годом). Это летосчисление распространилось у всех народов, входивших в состав Римской империи, и получило название юлианской системы.
- Земля делает годовой оборот вокруг Солнца не за целое число дней (365), а за 365 суток и 6 часов (точнее — 365 суток 5 часов 48 минут и 46 секунд). Чтобы не отставать от космических процессов, александрийские астрономы разработали календарь, в котором каждый год, кратный четырём, имел дополнительные сутки в феврале.
- Немецкий профессор Хайнрих Хемме изобрёл «календарь» празднования дня рождения для тех, кто родился 29 февраля. По словам учёного, те, кто родился 29 февраля, могут справлять день рождения каждый год, но день празднования зависит от часа рождения. Те, кто родился в первые часы после полуночи, могут отмечать день рождения 28 февраля. Для тех, кто родился ближе к полуночи 1 марта, лучше отмечать день рождения 1 марта. Те, кто родился в первой половине дня (от 6 утра до 12 дня), первые два года справляют день рождения 28 февраля, а третий год — 1 марта. Для тех, кто родился во второй половине дня (от 12 дня до 6 вечера), график празднования следующий: первый год — 28 февраля, а последующие два — 1 марта.
- Согласно данным роддомов, родители часто стараются записать родившихся «високосных» детей либо на 28 февраля, предпоследний день зимы (редко), либо, гораздо чаще, на 1 марта, первый день весны. Обычная мотивация — чтобы ребёнок не обижался за «потерянный» день рождения[5].
- В мире ныне живёт около четырёх миллионов человек, чья дата рождения официально зарегистрирована на этот день. Это составляет всего 0,069 % населения Земли[5].
- В одноимённом рассказе Анатолия Алексина 12-летний мальчик влюбляется в одноклассницу, выполняет её мелкие поручения и добивается приглашения на каток. Выясняется, что одноклассник мальчика тоже приглашён на каток в этот же вечер. Когда они пытаются выяснить у неё, в чём дело, она предлагает им «решайте этот вопрос, как мужчины» и с удовольствием наблюдает их драку. Лишь после этого мальчик вспоминает, что пригласила она их на 29 февраля невисокосного года, то есть на несуществующий вечер.
- Существует легенда о том, что однажды святой Касьян и Николай Угодник шли по дороге и увидели мужика, который тащил воз из грязи. Мужик обратился к ним за помощью, но Касьян отказал ему в помощи, побоявшись запачкаться. Николай Угодник, засучив рукава, молча вытащил воз из грязи. Пришли Николай Угодник и Касьян в рай — один в грязной ризе, а второй — в чистой. Узнав, почему риза Касьяна чиста и аккуратна, Бог лишил Касьяна ежегодных именин за неотзывчивость к бедным людям, оставив именины раз в четыре года[5].
- Согласно другому народному поверью, святой Касьян поставлен на стражу ада, и Господь отпускает его на отдых раз в четыре года. В отсутствие Касьяна эти обязанности исполняют 12 апостолов[6].
- Вероятность родиться 29 февраля равна 1:1461 (0,068 %) для Юлианского календаря или 97/(365*400+97) (0,066 %) для Григорианского календаря.
- Учёный XIII века Сакробоско считал, что февраль в юлианском календаре содержал 30 дней с 44 года до н. э. по 8 н. э., когда император Август сократил февраль на один день для того, чтобы добавить их к августу, месяцу, названному его именем, ведь июль, который назван в честь его предшественника Юлия Цезаря содержал 31 день, а август 30. Однако, вероятно, это миф.
- 29 февраля — день святого Освальда — в ряде европейских стран считается тем единственным днём, когда женщина может сделать предложение о браке мужчине. Традиция зародилась в Ирландии ещё в V веке, а закрепилась за 29 февраля после издания в XIII веке специального закона в Шотландии. В XVII веке схожее постановление было издано и в Англии, но обязательного статуса оно не имело, скорее носило разрешительный характер.
- Во многих европейских странах вплоть до XVIII века 29 февраля считалось как бы несуществующим днём, датой, не имеющей юридического статуса. Часто в этот день не заключались сделки, не производились выплаты, не давали в долг и т. п. — из-за того, что возникали сложности с формальной стороной вопроса и улаживанием дел в суде.
- 29 февраля 1900 года, несуществующая дата григорианского календаря, доступна в Microsoft Excel и учитывается в расчёте функции ДНИ, однако недоступна в остальном ПО Microsoft на основе .NET Framework, например Visual Studio и SQL Server.

## Приметы
- Пришёл Касьян, пошёл хромать да на свой лад всё ломать.
- Касьян на что ни взглянет — всё вянет.
- Касьян на траву взглянет — трава вянет, на скот — скот дохнет, на дерево — дерево сохнет.
- Худ приплод на Касьянов год.

## Пословицы
- Благому чудотворцу Николе три праздника в году, да ещё каждый четверг, а Касьяну немилостивому один в четыре года.

## Произведения искусства
- «29 февраля» — южнокорейский мистический фильм.
- «29 февраля» («Der neunundzwanzigste Februar» (нем.) или «Der 29. Februar» (нем.), 1812) — пьеса в жанре трагедия рока (драма рока[нем.]), написанная Адольфом Мюллнером.